# Corynorhinus
Corynorhinus és un gènere de ratpenats de la família dels vespertiliònids. Està format per les següents tres espècies:
- Corynorhinus rafinesquii. Viu a Mèxic. El seu hàbitat natural són les terres baixes seques als boscos de pi-alzines de les terres altes. No hi ha amenaces significatives per a la supervivència d'aquesta espècie, excepte la pèrdua d'hàbitat.[1]
- Corynorhinus mexicanus. Viu als Estats Units. El seu hàbitat natural són les zones boscoses. No hi ha amenaces significatives per a la supervivència d'aquesta espècie, excepte la desforestació.[2]
- Ratpenat orellut de Townsend (R. townsendii). Viu al Canadà, Mèxic i els Estats Units. El seu hàbitat natural són mines o coves, però també en boscos de coníferes, boscos de ribera de fulla caduca, semi-desert i matolls montans. No hi ha amenaces significatives per a la supervivència d'aquesta espècie, excepte la pèrdua d'hàbitat i la pertorbació humana.[3]